# 帝汶板塊

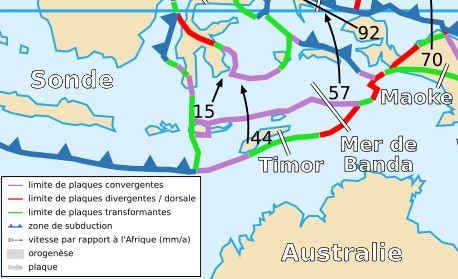
帝汶板塊與鄰近板塊

帝汶板塊是亞洲東南部的小板塊，包括帝汶島和鄰近島嶼，澳洲板塊沉入帝汶板塊南部，東側有一道小型離散邊界，而北部與班達海板塊形成匯聚邊界，西面則是一道轉換邊界。